# Prefettura di Dibër
La prefettura di Dibër (in albanese: Qarku i Dibrës) è una delle 12 prefetture dell'Albania.

## Geografia
La prefettura confina con Durazzo, Elbasan, Kukës, Alessio, Tirana e con la Macedonia del Nord verso est.

## Municipalità
In seguito alla riforma amministrativa del 2015 la prefettura risulta composta dalle seguenti municipalità:
| Municipalità | Ex-comuni (pre-2015) | Distretto |
| ------------ | --- | --------- |
| Bulqizë      | Bulqizë, Fushë Bulqizë, Gjoricë, Martanesh, Ostren, Shupenzë, Trebisht e Zerqan                                                              | Bulqizë   |
| Dibër        | Arras, Fushë Çidhën, Kala e Dodës, Kastriot, Lurë, Luzni, Maqellarë, Melan, Muhurr, Peshkopi, Selishtë, Sllovë, Tomin, Zall Dardhë, Zall Reç | Dibër     |
| Klos         | Gurrë, Klos, Suç, Xibër | Mat       |
| Mat          | Baz, Burrel, Derjan, Komsi, Lis, Macukull, Rukaj, Ulëz                                                                                       | Mat       |

Prima della riforma amministrativa la prefettura comprendeva i distretti di:
- Bulqizë
- Dibër
- Mat